# Hongsibu
Hongsibu är ett stadsdistrikt i Wuzhong i den autonoma regionen Ningxia i nordvästra Kina. Det ligger omkring 120 kilometer söder om regionhuvudstaden Yinchuan. 